# Liste der Naturschutzgebiete im Landkreis Unterallgäu
Im Landkreis Unterallgäu sind aktuell vier Naturschutzgebiete ausgewiesen. (Stand: März 2025)
Zusammen nehmen sie eine Fläche von etwa 138 Hektar ein. Das größte Naturschutzgebiet ist das 1980 eingerichtete Naturschutzgebiet Pfaffenhauser Moos.
| Name                          | Bild | Kennung                   | Einzelheiten | Position | Fläche Hektar | Datum |
| ----------------------------- | ---- | ------------------------- | --- | -------- | ------------- | ----- |
| Benninger Ried                |      | NSG-00086.01 WDPA: 81384  | Benningen Letzter flächiger Kalkquellsumpf des nördlichen Alpenvorlands knapp vor dem Moränengürtel. Memmingen 0,04 ha, LK Unterallgäu 21,29 ha                                   | ⊙        | 21,33         | 1992  |
| Hundsmoor                     |      | NSG-00293.01 WDPA: 163826 | Westerheim Eines der wenigen relativ gut erhaltenen Riede auf grundwassernahen Talböden Mittelschwabens im Naturraum.                                                             | ⊙        | 21,24         | 1986  |
| Kettershausener Ried          |      | NSG-00551.01 WDPA: 318645 | Kettershausen Talvermoorung aus Dellen-Versumpfung des Günztalreliefs, unweit der bewaldeten Günztalleite, im Osten fast an den Günzlauf angrenzend.                              | ⊙        | 44,33         | 1998  |
| Pfaffenhauser Moos            |      | NSG-00128.01 WDPA: 82316  | Pfaffenhausen Mindeltal-Nieder-Zwischenmoor nördlich von Mindelheim, gebildet in einer versumpfenden abflussschwachen Gelände-Senke unter Einfluss regelmäßiger Mindelhochwässer. | ⊙        | 51,52         | 1980  |
| Legende für Naturschutzgebiet |      |                           | |          |               |       |